# جبريل أليخاندرو رييس
جبريل أليخاندرو رييس (بالإسبانية: Gabriel Alejandro Reyes)‏ (21 سبتمبر 1998 في المكسيك - ) هو لاعب كرة قدم مكسيكي في مركز الدفاع.

## وصلات خارجية
- جبريل أليخاندرو رييس على موقع قاعدة بيانات كرة القدم.إي يو (الإنجليزية)